# 伍代爾 (特拉華州)
伍代爾（英語：Wooddale）是位於美國特拉華州紐卡斯爾縣的一個非建制地區。該地的面積和人口皆未知。

## 地理
伍代爾的座標為39°45′58″N 75°38′13″W / 39.76611°N 75.63694°W，而該地的平均海拔高度為34米（即108英尺）。